# Klettersicherung
Als Klettersicherung bezeichnet man beim alpinen Klettern, Sportklettern, Bergsteigen und beim Baumklettern die Techniken, mit denen ein Absturz verhindert werden soll. 

## Methoden
Grundsätzlich unterscheidet man zwischen:
- Eigensicherung (Selbstsicherung), auch mit Hilfe von Fixsicherungen (Schon fest im Gelände oder einer Anlage installierten Sicherungen)
- Kameradensicherung (Partnersicherung)

### Kameradensicherung
Diese bezeichnet beim Klettern die Sicherung eines oder mehrerer (Seil-)Partner. Wichtigstes Sicherungsgerät ist das Berg- oder Kletterseil, durch das der Kletterer bei einem Sturz aufgefangen wird. Das Seil verläuft durch Fixpunkte in oder über der Wand; die Verbindung zum Kletterer erfolgt durch einen Klettergurt. Dieser kann ein Hüftgurt (evtl. in Verbindung mit einem Brustgurt) oder ein Komplettgurt sein.
Die gebräuchlichste Form der Sicherung ist die Partnersicherung, bei der zwei Kletterer eine Seilschaft bilden. Der eigentliche Kletterer befestigt ein Seilende mit einem Anseilknoten an seinem Gurt; der Sicherungspartner sichert über das andere Ende des Seiles von einer sicheren Position mit Selbstsicherung. Er reguliert die Länge des Seiles und hält den Kletterer beim Sturz. Um den Kletterer bei einem Sturz zu halten, läuft das Seil durch ein Sicherungsgerät, das den Fangstoß auffängt und vermindert sowie die Bremskraft der Hand des Sichernden verstärkt. Dies kann etwa mit der Halbmastwurfsicherung oder einem Tube erfolgen, die Reibung am Seil erzeugen, oder einem halbautomatischen Sicherungsgerät wie dem Grigri.
Ist das Sicherungsgerät am Klettergurt des Sichernden befestigt, spricht man von einer Körpersicherung; bei einer Fixpunktsicherung ist das Sicherungsgerät mit der Wand verbunden. Der Sichernde sollte grundsätzlich auf Eigensicherung an einem weiteren Fixpunkt achten. Bei Körpersicherung muss der Sichernde auf Eigensicherung am sicheren, festen Platz (dem Stand) achten.
Je nach Vorgehen unterscheidet man verschiedene Arten der Sicherung:
- Aufstieg: Vorstiegssicherung, Nachstiegssicherung, Toprope-Sicherung.
- Abstieg: Diverse Sicherungsmaßnahmen für den geregelten Abstieg, beim Rückzug (Abbruch der Klettertour), beim Abseilen bzw. Ablassen,
- Bergung: Sicherung bei allen Formen der Bergung, von der Hilfestellungen für geschwächte Kameraden bis zur Fremdbergung aus Notlagen.

### Topropesicherung

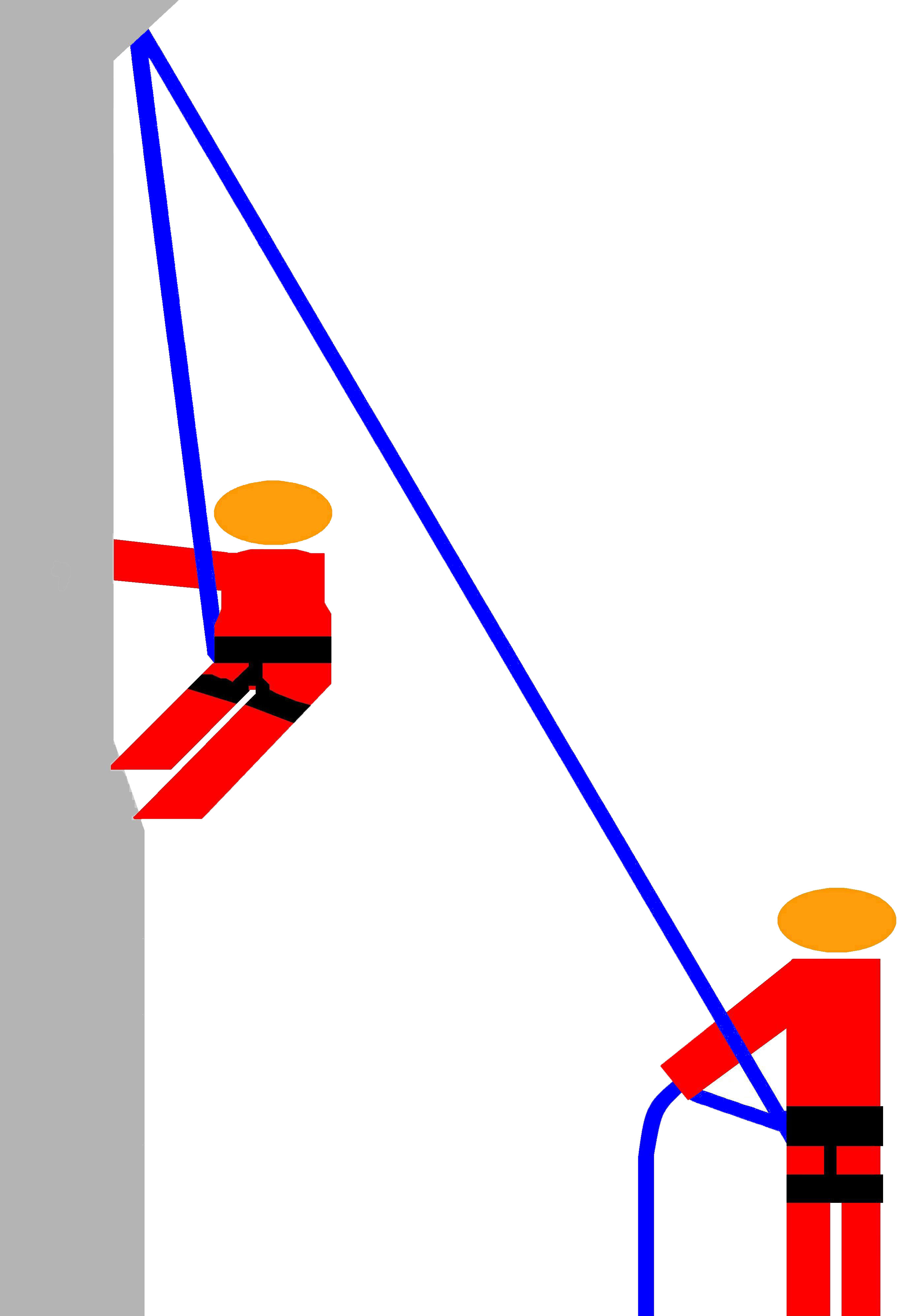
Toprope

Bei der Topropesicherung erfolgt die Seilsicherung von unten.
- Kletterer: Der Kletterer ist durch ein Seil, welches über ihm zum Boden umgelenkt wird, gesichert.
- Sicherungspartner: Der Sicherungspartner steht am Boden. Er sichert mit Kletterer durch ein Seil verbunden, welches oberhalb der Kletterroute wieder nach unten umgelenkt wird.

#### Vorstiegssicherung

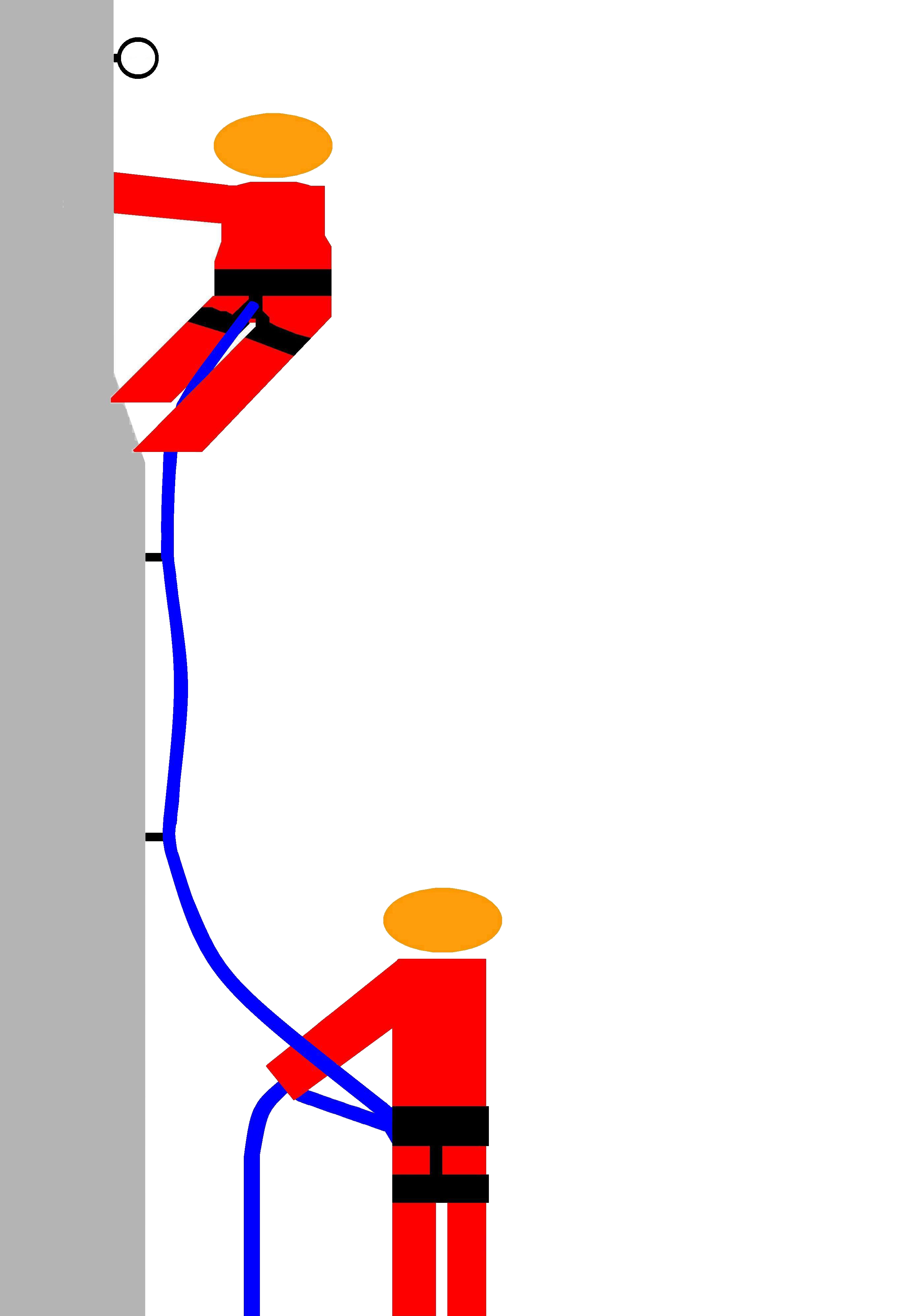
Vorstieg

Bei der Vorstiegsicherung erfolgt die Sicherung von unten.
- Der vorsteigende Kletterer: Der vorsteigende Kletterer ist an einem Seilende eingebunden und führt das Seil mit sich, das von ihm nach unten zum sichernden Kletterer läuft. In möglichst regelmäßigen Abständen nutzt der Vorsteiger Zwischensicherungen an Fixpunkten oder legt selbst welche (mit Klemmkeilen, Klemmgeräten, Schlingen etc.), um damit die mögliche Sturzhöhe zu reduzieren.
- Sicherungspartner: Der Sicherungspartner steht auf sicherem Terrain am Einstieg der Kletterroute (oder ist bei Mehrseillängenrouten fixiert in einem Standplatz (siehe Selbstsicherung)). Normalerweise wird eine Form von Sicherungsgerät wie Tube oder ein halbautomatisches Sicherungsgerät verwendet (bei Mehrseillängenrouten häufig HMS).[1] Mit dem zunehmenden Steigen des Kletterers wird mehr und mehr Seil ausgegeben.

#### Nachstiegssicherung

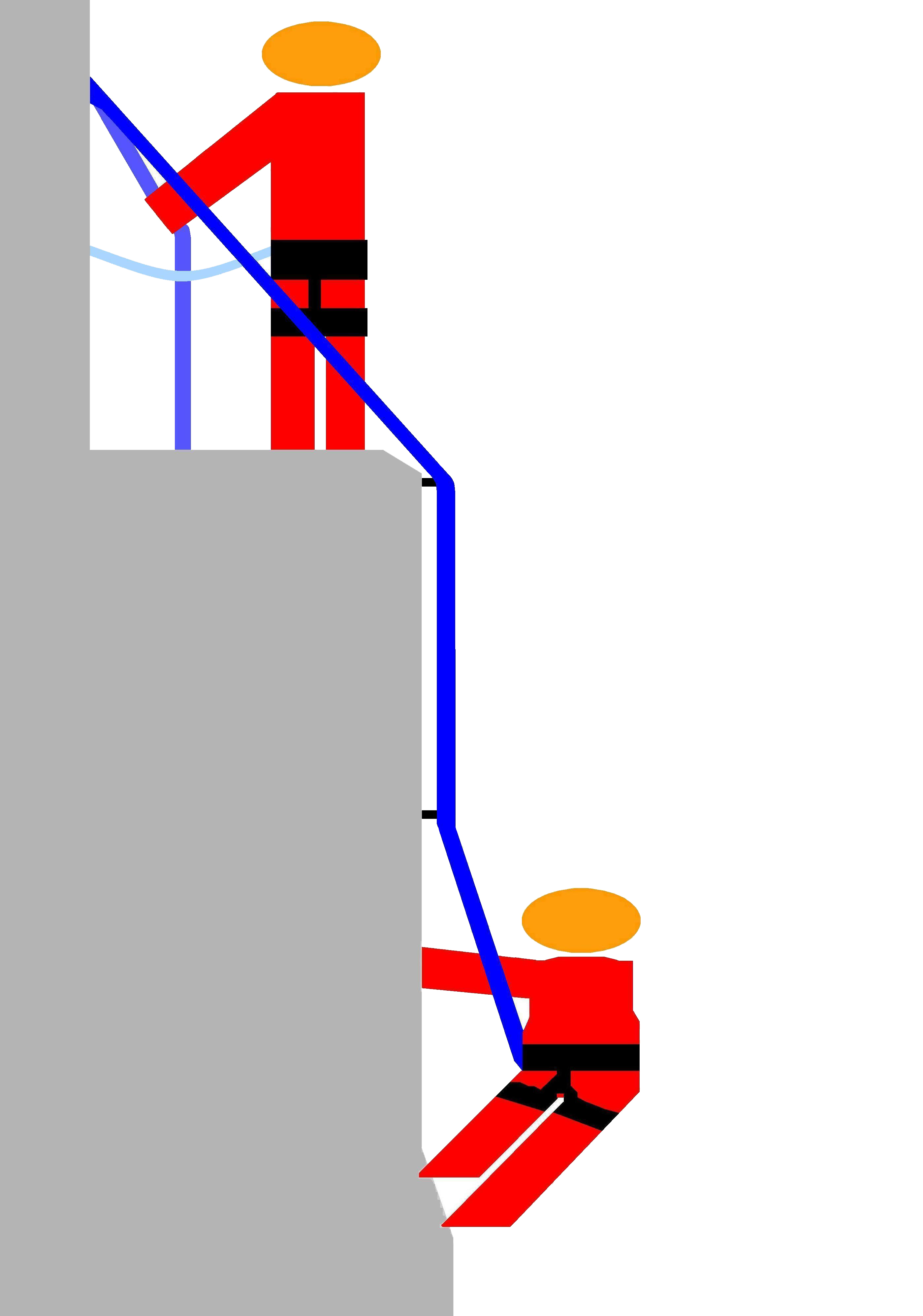
Nachstieg

Bei der Nachstiegsicherung erfolgt die Seilsicherung von oben.
- Kletterer: Der Kletterer (Nachsteiger) ist durch das bereits vom Vorsteiger über ihm eingehängte Seil gesichert.
- Sicherungspartner: Der Sicherungspartner (Vorsteiger) ist am Standplatz selbst gesichert. Er sichert den Kletterer durch sukzessives Einnehmen des Seiles. Normalerweise wird ein Sicherungsgerät oder ein Schraubkarabiner mit HMS verwendet.

### Selbstsicherung
Selbstsicherungen sind vor allem am Standplatz von Bedeutung und können z. B. mit Hilfe des Mastwurfs oder einer vorbereiteten Bandschlinge erfolgen.
Des Weiteren können Vorrichtungen zum Sichern fix im Gelände installiert sein. In diesem Fall ist der Kletterer nicht fest mit dem Fixseil verbunden, sondern bewegt sich an diesem entlang. Dieses Prinzip wird vor allem auch beim Sichern an den Drahtseilen eines Klettersteigs eingesetzt.
Selbstsicherung ist auch beim Solo-Toprope-Klettern mittels eines Klemmgeräts wie z. B. dem Shunt von Petzl möglich. Wichtig dabei ist eine gute Seilspannung, sodass das Klemmgerät am Seil mitlaufen kann und im Falle eines Sturzes nur minimale Fangstöße auftreten. Beim Bergsteigen ist dies als Fixseiltechnik bekannt.

## Normen
Die beim Sichern eingesetzte Kletterausrüstung muss spezifischen internationalen Sicherheitsnormen genügen.
- UIAA Internationale Bergsteigervereinigung
- ISO Internationale Normen Organisation
- CEN Europäisches Komitee für Normung
- DIN Deutsches Komitee für Normung

In Europa muss Kletterausrüstung den Anforderungen des CEN entsprechend der Personal and Protective Equipment (PPE) Directive entsprechen und mit dem CE-Prüfsiegel gekennzeichnet sein.